# Phare Le Maire
Le phare Le Maire (en espagnol : Faro Le Maire) est un phare actif situé sur l'Île des États (Département d'Ushuaïa), dans la Province de Terre de Feu en Argentine.
Il est géré par le Servicio de Hidrografía Naval (SHN) de la marine .

## Histoire
Le premier phare a été mis en service le 18 février 1926 sur un promontoire à l'extrémité ouest de l'Île des États. Il marque le passage du détroit de Le Maire d'où il tire son nom. 
Ce détroit sépare la Grande île de la Terre de Feu de l'île des États. Il a été découvert le 26 janvier 1616 par les néerlandais Jacob Le Maire et Willem Schouten. Initialement, on pensait appeler le phare Sáenz Valiente, mais par résolution du ministère de la Marine, il prit le nom de Le Maire en hommage à l'intrépide navigateur.
Il était, à l'origine, alimenté à l'acétylène avec une portée focale de 18 milles nautiques (environ 33 km).En 1983, il a été électrifié à l’énergie solaire fournie par des panneaux solaires photovoltaïques.
En 1993, en raison de la détérioration avancée de la première structure, elle a été remplacée par une structure de fibre de verre de deux modules inversées de forme conique.

## Description
Ce phare  est un tourelle en fibre de verre, avec une plateforme et une balise automatique de 4 m de haut. Les deux tronçons de la tour sont peints en noir et jaune. Il émet, à une hauteur focale de 47 m, trois éclats blancs par période de 32 secondes. Sa portée est de 8.9 milles nautiques (environ 16,5 km).
Identifiant : ARLHS : ARG-042 - Amirauté : G1280 - NGA : 110-20272 .

### Lien connexe
- Liste des phares d'Argentine